# Physocephala ruficoxa
Physocephala ruficoxa är en tvåvingeart som beskrevs av Krober 1933. Physocephala ruficoxa ingår i släktet Physocephala och familjen stekelflugor. Inga underarter finns listade i Catalogue of Life.